# Kvamskvervet
Kvamskvervet (norwegisch für Saumtalwirbel) ist ein Gletscher im Wohlthatmassiv des ostantarktischen Königin-Maud-Lands. Im Alexander-von-Humboldt-Gebirge liegt er zwischen dem Kvervenuten und dem Kvamsbrotet.
Wissenschaftler des Norwegischen Polarinstituts benannten ihn 1968.